# Ráchi (ort i Grekland, Joniska öarna)
Ráchi (Rachi) är en ort i Grekland.   Den ligger i prefekturen Lefkas och regionen Joniska öarna, i den centrala delen av landet, 270 km väster om huvudstaden Aten. Ráchi ligger 23 meter över havet och antalet invånare är 247. Den ligger på ön Lefkas.
Terrängen runt Ráchi är huvudsakligen kuperad, men österut är den platt. Havet är nära Ráchi österut.  Närmaste större samhälle är Lefkáda, 12,9 km norr om Ráchi. 